# Quad Electroacoustics
Quad Electroacoustics är en brittisk tillverkare av hifiutrustning. Företaget grundade 1936 av Peter Walker, som i många år också stod för Quads konstruktioner. Från början hette företaget The Acoustical Mfg Co. Ltd och tillverkade enbart förstärkare för biografer och hemmabruk, därav namnet QUAD, en akronym för Quality Unit Amplifier Domestic. Bland Quads milstolpar kan nämnas den första kommersiella elektrostatiska högtalaren, lanserad 1957 och använd som monitorhögtalare hos Sveriges Radio under många år, och såväl rör- som transistorförstärkare av hög kvalitet. Produkterna anses tilltala den välbeställde musikälskaren.
Företaget tillverkar och säljer fortfarande hifi, efter att varit igenom ett flertal uppköp.